# Редлих, Александр Адольфович
Александр Адольфович Редлих (1866—1932) — русский учёный-медик, гинеколог, доктор медицины.
Был учеником знаменитого российского акушера-гинеколога и крупного общественного деятеля академика Г. Е. Рейна.

## Биография
Родился 5 сентября 1866 в Киеве в семье доктора медицины Адольфа Фёдоровича Редлиха.
Среднее образование получил в Киевской второй гимназии, которую он окончил в 1884 году с серебряной медалью. В этом же году поступил на медицинский факультет Императорского университета Святого Владимира. Окончив его в 1890 году, стал изучать акушерство и гинекологию в клинике этого же университета. Первоначально являлся сверхштатным, а с 1893 по 1895 год — штатным ординатором. С 1895 по 1899 год Редлих преподавал акушерство и гинекологию на курсах сестер милосердия Мариинской общины Красного Креста. В 1899 году сдал экзамены на степень доктора медицины. В 1901 году защитил диссертацию на степень доктора медицины по теме «О способах удаления фибромиом матки посредством чревосечения». В 1903 году был утвержден в должности ассистента клиники, а в 1905 году избран в число приват-доцентов. В период с 1902 по 1907 год Александр Редлих с научной целью был в командировках за границей, где посетил клиники Германии, Австрии, Франции и Англии.
От своего учителя Георгия Рейна А. А. Редлих принял в 1911 году акушерско-гинекологическую кафедру и клинику Военно-медицинской академии, которые возглавлял до 1918 года. С 1912 по 1917 год в Санкт-Петербурге был редактором «Журнала акушерства и женских болезней». В 1919—1920 годах, во время Гражданской войны при Деникине, заведующий кафедрой акушерства в Крымском университете (ныне Таврический национальный университет имени В. И. Вернадского). Затем эмигрировал в Югославию, в Белграде работал в Державной и Железнодорожной больницах.
Был автором ряда научных трудов. Являлся действительным членом акушерских обществ Киева и Санкт-Петербурга; членом бюро Общества российских акушеров и гинекологов; участник V Международного съезда гинекологов в Санкт-Петербурге.
Умер 5 ноября 1932 близ Кёльна, Германия. Был похоронен на русском кладбище в Висбадене.